# Mukarama Abdulai
Mukarama Abdulai (Ghana; 10 de octubre de 2002) es una futbolista ghanesa. Juega como delantera y su equipo actual es el Northern Ladies FC.

## Historia
Fue una de las principales artífices de la clasificación de las Black Maidens, al anotar 12 goles en la competición preliminar de la zona africana para la Copa Mundial Femenina Sub-17 de la FIFA Uruguay 2018.
Durante una entrevista para la FIFA ha manifestado que en la cultura de su pueblo no se contemplaba que una chica pudiese jugar al fútbol con los chicos, y su primer obstáculo lo tuvo con su madre. A pesar de todo, pudo contar con el apoyo de su hermano quien lo ayudó a encontrar un entrenador y una buena estructura en la que progresar.
En su debut en una copa del mundo, en la Copa Mundial Femenina de Fútbol Sub-17 de 2018 logró un hat-trick ante la anfitriona Uruguay.

## Participaciones en Copas del Mundo
| Mundial                                        | Sede    | Resultado        | Partidos | Goles |
| ---------------------------------------------- | ------- | ---------------- | -------- | ----- |
| Copa Mundial Femenina de Fútbol Sub-17 de 2018 | Uruguay | Cuartos de final | 3        | 6     |